# Nagroda Literacka im. Lu Xuna
Nagroda Literacka im. Lu Xuna (chiń. 鲁迅文学奖; pinyin Lǔ Xùn Wénxué Jiǎng) – jedna z pięciu głównych chińskich nagród literackich, przyznawana od 1995 co trzy lata przez Stowarzyszenie Pisarzy Chińskich.
Nazwa nagrody pochodzi od imienia i nazwiska pisarza Lu Xuna – czołowego twórcy współczesnej literatury chińskiej. Nagroda przyznawana jest w siedmiu kategoriach: powieść, opowiadanie, reportaż, poezja, esej, praca teoretyczna, tłumaczenie.